# Eleições parlamentares europeias de 1987 no distrito de Vila Real
| Eleições parlamentares europeias de 1987 Distritos: Aveiro \| Beja \| Braga \| Bragança \| Castelo Branco \| Coimbra \| Évora \| Faro \| Guarda \| Leiria \| Lisboa \| Portalegre \| Porto \| Santarém \| Setúbal \| Viana do Castelo \| Vila Real \| Viseu \| Açores \| Madeira \| Estrangeiro |

## Resultados por concelho
Os resultados nos concelhos do Distrito de Vila Real foram os seguintes:

### Alijó
| Partido                 | Partido                        | Votos  | %               |
| ----------------------- | ------------------------------ | ------ | --------------- |
|                         | Partido Social Democrata       | 4 682  | 48,08 / 100,00  |
|                         | Partido Socialista             | 2 260  | 23,21 / 100,00  |
|                         | Centro Democrático Social      | 1 505  | 15,45 / 100,00  |
|                         | Coligação Democrática Unitária | 337    | 3,46 / 100,00   |
|                         | Partido Popular Monárquico     | 119    | 1,22 / 100,00   |
|                         | Partido Renovador Democrático  | 110    | 1,13 / 100,00   |
|                         | Outros (com menos de 1,00%)    | 323    | 3,32 / 100,00   |
| Votos Inválidos         | Votos Inválidos                | 402    | 4,13 / 100,00   |
| Total                   | Total                          | 9 738  | 100,00 / 100,00 |
| Eleitorado/Participação | Eleitorado/Participação        | 13 922 | 69,95 / 100,00  |

### Boticas
| Partido                 | Partido                        | Votos | %               |
| ----------------------- | ------------------------------ | ----- | --------------- |
|                         | Partido Social Democrata       | 2 780 | 58,99 / 100,00  |
|                         | Partido Socialista             | 932   | 19,78 / 100,00  |
|                         | Centro Democrático Social      | 429   | 9,10 / 100,00   |
|                         | Coligação Democrática Unitária | 158   | 3,35 / 100,00   |
|                         | Outros (com menos de 1,00%)    | 201   | 4,27 / 100,00   |
| Votos Inválidos         | Votos Inválidos                | 213   | 4,52 / 100,00   |
| Total                   | Total                          | 4 713 | 100,00 / 100,00 |
| Eleitorado/Participação | Eleitorado/Participação        | 6 977 | 67,55 / 100,00  |

### Chaves
| Partido                 | Partido                        | Votos  | %               |
| ----------------------- | ------------------------------ | ------ | --------------- |
|                         | Partido Social Democrata       | 14 565 | 59,74 / 100,00  |
|                         | Partido Socialista             | 4 185  | 17,17 / 100,00  |
|                         | Centro Democrático Social      | 2 531  | 10,38 / 100,00  |
|                         | Coligação Democrática Unitária | 920    | 3,77 / 100,00   |
|                         | Partido Renovador Democrático  | 319    | 1,31 / 100,00   |
|                         | Partido da Democracia Cristã   | 255    | 1,05 / 100,00   |
|                         | Outros (com menos de 1,00%)    | 678    | 2,78 / 100,00   |
| Votos Inválidos         | Votos Inválidos                | 928    | 3,81 / 100,00   |
| Total                   | Total                          | 24 381 | 100,00 / 100,00 |
| Eleitorado/Participação | Eleitorado/Participação        | 37 822 | 64,46 / 100,00  |

### Mesão Frio
| Partido                 | Partido                        | Votos | %               |
| ----------------------- | ------------------------------ | ----- | --------------- |
|                         | Partido Social Democrata       | 1 752 | 54,58 / 100,00  |
|                         | Partido Socialista             | 582   | 18,13 / 100,00  |
|                         | Centro Democrático Social      | 490   | 15,26 / 100,00  |
|                         | Coligação Democrática Unitária | 92    | 2,87 / 100,00   |
|                         | Partido Renovador Democrático  | 53    | 1,65 / 100,00   |
|                         | Partido Popular Monárquico     | 40    | 1,25 / 100,00   |
|                         | Outros (com menos de 1,00%)    | 90    | 2,81 / 100,00   |
| Votos Inválidos         | Votos Inválidos                | 111   | 3,46 / 100,00   |
| Total                   | Total                          | 3 210 | 100,00 / 100,00 |
| Eleitorado/Participação | Eleitorado/Participação        | 4 386 | 73,19 / 100,00  |

### Mondim de Basto
| Partido                 | Partido                        | Votos | %               |
| ----------------------- | ------------------------------ | ----- | --------------- |
|                         | Partido Social Democrata       | 2 380 | 50,49 / 100,00  |
|                         | Centro Democrático Social      | 1 140 | 24,18 / 100,00  |
|                         | Partido Socialista             | 573   | 12,16 / 100,00  |
|                         | Coligação Democrática Unitária | 150   | 3,18 / 100,00   |
|                         | Partido Renovador Democrático  | 71    | 1,51 / 100,00   |
|                         | Partido Popular Monárquico     | 65    | 1,38 / 100,00   |
|                         | Partido da Democracia Cristã   | 63    | 1,34 / 100,00   |
|                         | Outros (com menos de 1,00%)    | 118   | 2,51 / 100,00   |
| Votos Inválidos         | Votos Inválidos                | 154   | 3,27 / 100,00   |
| Total                   | Total                          | 4 714 | 100,00 / 100,00 |
| Eleitorado/Participação | Eleitorado/Participação        | 6 997 | 67,37 / 100,00  |

### Montalegre
| Partido                 | Partido                           | Votos  | %               |
| ----------------------- | --------------------------------- | ------ | --------------- |
|                         | Partido Social Democrata          | 4 715  | 52,21 / 100,00  |
|                         | Partido Socialista                | 2 312  | 25,60 / 100,00  |
|                         | Centro Democrático Social         | 850    | 9,41 / 100,00   |
|                         | Coligação Democrática Unitária    | 247    | 2,74 / 100,00   |
|                         | Partido Socialista Revolucionário | 113    | 1,25 / 100,00   |
|                         | Partido Renovador Democrático     | 98     | 1,09 / 100,00   |
|                         | Outros (com menos de 1,00%)       | 330    | 3,65 / 100,00   |
| Votos Inválidos         | Votos Inválidos                   | 365    | 4,04 / 100,00   |
| Total                   | Total                             | 9 030  | 100,00 / 100,00 |
| Eleitorado/Participação | Eleitorado/Participação           | 15 073 | 59,91 / 100,00  |

### Murça
| Partido                 | Partido                        | Votos | %               |
| ----------------------- | ------------------------------ | ----- | --------------- |
|                         | Partido Social Democrata       | 2 634 | 56,85 / 100,00  |
|                         | Centro Democrático Social      | 804   | 17,35 / 100,00  |
|                         | Partido Socialista             | 618   | 13,34 / 100,00  |
|                         | Coligação Democrática Unitária | 161   | 3,48 / 100,00   |
|                         | Partido Popular Monárquico     | 58    | 1,25 / 100,00   |
|                         | Partido da Democracia Cristã   | 54    | 1,17 / 100,00   |
|                         | Outros (com menos de 1,00%)    | 142   | 3,07 / 100,00   |
| Votos Inválidos         | Votos Inválidos                | 162   | 3,50 / 100,00   |
| Total                   | Total                          | 4 633 | 100,00 / 100,00 |
| Eleitorado/Participação | Eleitorado/Participação        | 6 807 | 68,06 / 100,00  |

### Peso da Régua
| Partido                 | Partido                        | Votos  | %               |
| ----------------------- | ------------------------------ | ------ | --------------- |
|                         | Partido Social Democrata       | 4 471  | 40,88 / 100,00  |
|                         | Partido Socialista             | 2 820  | 25,78 / 100,00  |
|                         | Centro Democrático Social      | 1 749  | 15,99 / 100,00  |
|                         | Coligação Democrática Unitária | 630    | 5,76 / 100,00   |
|                         | Partido Popular Monárquico     | 255    | 2,33 / 100,00   |
|                         | Partido Renovador Democrático  | 224    | 2,05 / 100,00   |
|                         | Outros (com menos de 1,00%)    | 379    | 3,46 / 100,00   |
| Votos Inválidos         | Votos Inválidos                | 410    | 3,75 / 100,00   |
| Total                   | Total                          | 10 938 | 100,00 / 100,00 |
| Eleitorado/Participação | Eleitorado/Participação        | 16 275 | 67,21 / 100,00  |

### Ribeira de Pena
| Partido                 | Partido                           | Votos | %               |
| ----------------------- | --------------------------------- | ----- | --------------- |
|                         | Partido Social Democrata          | 2 770 | 60,30 / 100,00  |
|                         | Partido Socialista                | 660   | 14,37 / 100,00  |
|                         | Centro Democrático Social         | 581   | 12,65 / 100,00  |
|                         | Partido da Democracia Cristã      | 67    | 1,46 / 100,00   |
|                         | Partido Socialista Revolucionário | 58    | 1,26 / 100,00   |
|                         | Coligação Democrática Unitária    | 56    | 1,22 / 100,00   |
|                         | Partido Renovador Democrático     | 49    | 1,07 / 100,00   |
|                         | Outros (com menos de 1,00%)       | 166   | 3,61 / 100,00   |
| Votos Inválidos         | Votos Inválidos                   | 187   | 4,07 / 100,00   |
| Total                   | Total                             | 4 594 | 100,00 / 100,00 |
| Eleitorado/Participação | Eleitorado/Participação           | 7 126 | 64,47 / 100,00  |

### Sabrosa
| Partido                 | Partido                        | Votos | %               |
| ----------------------- | ------------------------------ | ----- | --------------- |
|                         | Partido Social Democrata       | 2 600 | 53,48 / 100,00  |
|                         | Partido Socialista             | 965   | 19,85 / 100,00  |
|                         | Centro Democrático Social      | 626   | 12,88 / 100,00  |
|                         | Coligação Democrática Unitária | 192   | 3,95 / 100,00   |
|                         | Partido Renovador Democrático  | 55    | 1,13 / 100,00   |
|                         | Partido Popular Monárquico     | 53    | 1,09 / 100,00   |
|                         | Outros (com menos de 1,00%)    | 152   | 3,13 / 100,00   |
| Votos Inválidos         | Votos Inválidos                | 219   | 4,50 / 100,00   |
| Total                   | Total                          | 4 862 | 100,00 / 100,00 |
| Eleitorado/Participação | Eleitorado/Participação        | 6 996 | 69,50 / 100,00  |

### Santa Marta de Penaguião
| Partido                 | Partido                        | Votos | %               |
| ----------------------- | ------------------------------ | ----- | --------------- |
|                         | Partido Social Democrata       | 2 702 | 45,91 / 100,00  |
|                         | Partido Socialista             | 1 824 | 30,99 / 100,00  |
|                         | Centro Democrático Social      | 649   | 11,03 / 100,00  |
|                         | Coligação Democrática Unitária | 165   | 2,80 / 100,00   |
|                         | Partido Popular Monárquico     | 88    | 1,50 / 100,00   |
|                         | Outros (com menos de 1,00%)    | 248   | 4,22 / 100,00   |
| Votos Inválidos         | Votos Inválidos                | 210   | 3,57 / 100,00   |
| Total                   | Total                          | 5 886 | 100,00 / 100,00 |
| Eleitorado/Participação | Eleitorado/Participação        | 8 191 | 71,86 / 100,00  |

### Valpaços
| Partido                 | Partido                        | Votos  | %               |
| ----------------------- | ------------------------------ | ------ | --------------- |
|                         | Partido Social Democrata       | 9 217  | 67,05 / 100,00  |
|                         | Centro Democrático Social      | 1 930  | 14,04 / 100,00  |
|                         | Partido Socialista             | 1 537  | 11,18 / 100,00  |
|                         | Coligação Democrática Unitária | 140    | 1,02 / 100,00   |
|                         | Outros (com menos de 1,00%)    | 459    | 3,33 / 100,00   |
| Votos Inválidos         | Votos Inválidos                | 463    | 3,37 / 100,00   |
| Total                   | Total                          | 13 746 | 100,00 / 100,00 |
| Eleitorado/Participação | Eleitorado/Participação        | 20 389 | 67,42 / 100,00  |

### Vila Pouca de Aguiar
| Partido                 | Partido                           | Votos  | %               |
| ----------------------- | --------------------------------- | ------ | --------------- |
|                         | Partido Social Democrata          | 5 035  | 57,41 / 100,00  |
|                         | Partido Socialista                | 1 628  | 18,56 / 100,00  |
|                         | Centro Democrático Social         | 781    | 8,90 / 100,00   |
|                         | Coligação Democrática Unitária    | 339    | 3,87 / 100,00   |
|                         | Partido Renovador Democrático     | 196    | 2,23 / 100,00   |
|                         | Partido da Democracia Cristã      | 116    | 1,32 / 100,00   |
|                         | Partido Socialista Revolucionário | 103    | 1,17 / 100,00   |
|                         | Outros (com menos de 1,00%)       | 277    | 3,16 / 100,00   |
| Votos Inválidos         | Votos Inválidos                   | 296    | 3,37 / 100,00   |
| Total                   | Total                             | 8 771  | 100,00 / 100,00 |
| Eleitorado/Participação | Eleitorado/Participação           | 14 920 | 58,79 / 100,00  |

### Vila Real
| Partido                 | Partido                        | Votos  | %               |
| ----------------------- | ------------------------------ | ------ | --------------- |
|                         | Partido Social Democrata       | 12 722 | 47,71 / 100,00  |
|                         | Partido Socialista             | 5 923  | 22,21 / 100,00  |
|                         | Centro Democrático Social      | 4 043  | 15,56 / 100,00  |
|                         | Coligação Democrática Unitária | 1 188  | 4,46 / 100,00   |
|                         | Partido Popular Monárquico     | 687    | 2,58 / 100,00   |
|                         | Partido Renovador Democrático  | 521    | 1,95 / 100,00   |
|                         | Outros (com menos de 1,00%)    | 762    | 2,86 / 100,00   |
| Votos Inválidos         | Votos Inválidos                | 818    | 3,07 / 100,00   |
| Total                   | Total                          | 26 664 | 100,00 / 100,00 |
| Eleitorado/Participação | Eleitorado/Participação        | 36 208 | 73,64 / 100,00  |